# Hanlan's Point Beach
Hanlan's Point Beach é uma praia localizada nas Toronto Islands, em Toronto, Ontario, Canada.
Passou a ser uma praia de nudismo em 2002.